# Отем Фоллс
Отем Фоллс (англ. Autumn Falls; нар. 4 серпня 2000 року у Нью-Йорку, Нью-Йорк, США) — американська порноакторка та вебкам-модель.

## Життєпис
Має пуерто-ріканське походження. Народилася та виросла в Манхеттені, Нью-Йорк. У підлітковому віці хотіла бути фотомоделлю. У старшій школі займалася чирлідингом та була у команді з легкої атлетики. 

### Порноіндустрія
Після досягнення повноліття два місяців знімалася на вебкамеру для порносайту Camster.
Друг надіслав її фотографії до агентства East Coast Talent, і вона потрапила в порноіндустрію у жовтні 2018 року у віці 18 років. Першлю стала лесбійська сцена для Brazzers з Дарсі Дольче. Знімається у сценах традиційного та лесбійського сексу. У березні 2020 року вперше виконала анальний секс у сцені для вебкам-платформи CamSoda.
Знімається для порностудій Bang Bros, Brazzers, Digital Sin, Elegant Angel, Evil Angel, Girls Gone Wild, Mofos, Reality Kings, Vixen та багатьох інших.
У квітні 2019 року журнал Penthouse обирає «Кішечкою місяця».
На початку квітня 2020 року підписала ексклюзивний контракт із канадською порностудією Brazzers.
Станом на жовтень 2022 року знялася у понад 220 порносценах та фільмах.

## Нагороди та номінації
| Рік  | Нагорода         | Результат | Категорія | Фільм                                                 |
| ---- | ---------------- | --------- | --- | ----------------------------------------------------- |
| 2019 | Fleshbot Award   | Перемога  | Найкраща нова старлетка                                                                                             | Н/Д                                                   |
| 2019 | Fleshbot Award   | Перемога  | Найкраща сцена хлопець/дівчина (разом з Маркусом Дюпрі)                                                             | Oil Slick 2                                           |
| 2019 | Fleshbot Award   | Номінація | Найкращі цицьки | Н/Д                                                   |
| 2019 | NightMoves Award | Номінація | Найкраща нова старлетка                                                                                             | Н/Д                                                   |
| 2019 | NightMoves Award | Номінація | Найкращі цицьки | Н/Д                                                   |
| 2019 | Pornhub Awards   | Перемога  | Улюблений новачок (нагорода шанувальників)                                                                          | Н/Д                                                   |
| 2019 | Urban X Award    | Перемога  | Найкрасивіші груди                                                                                                  | Н/Д                                                   |
| 2019 | XCritic Award    | Номінація | Королева соціальних медіа                                                                                           | Н/Д                                                   |
| 2019 | XCritic Award    | Номінація | Найкраща нова старлетка                                                                                             | Н/Д                                                   |
| 2019 | XRCO Award       | Номінація | Підліткова мрія року                                                                                                | Н/Д                                                   |
| 2020 | AVN Awards       | Номінація | Найкраща лесбійська групова сцена (разом з Абеллою Денджер та Кіммі Грейнджер)                                      | Wash and Dry Her                                      |
| 2020 | AVN Awards       | Номінація | Найкраща лесбійська сцена (разом з Сабіною Руж)                                                                     | When Boys Are Away                                    |
| 2020 | AVN Awards       | Номінація | Найкраща нова старлетка                                                                                             | Н/Д                                                   |
| 2020 | AVN Awards       | Перемога  | Найкраща сцена групового сексу (разом Аліною Лопес, Анджелою Уайт, Ліной Пол та Мануелем Феррерою)                  | Drive                                                 |
| 2020 | AVN Awards       | Номінація | Найкраща сцена хлопець/дівчина (разом з Маркусом Дюпрі)                                                             | Wet Pussy Seduction                                   |
| 2020 | AVN Awards       | Перемога  | Найкраща сцена тріолізму (Ч/Ч/Ж) (разом з Джулсом Джорданом та Маркусом Дюпрі)                                      | Jules Jordan's Three Ways                             |
| 2020 | AVN Awards       | Перемога  | Нагорода шанувальників: найгарячіший новачок                                                                        | Н/Д                                                   |
| 2020 | Fleshbot Award   | Номінація | Найкраща персона в соціальних медіа                                                                                 | Н/Д                                                   |
| 2020 | Fleshbot Award   | Перемога  | Найкращі цицьки | Н/Д                                                   |
| 2020 | NightMoves Award | Номінація | Найкраща виконавиця                                                                                                 | Н/Д                                                   |
| 2020 | Pornhub Awards   | Перемога  | Найкращі груди — найкраща виконавиця з великими цицьками                                                            | Н/Д                                                   |
| 2020 | Pornhub Awards   | Перемога  | Улюблена пара (нагорода шанувальників) (разом з Маркусом Дюпрі)                                                     | Н/Д                                                   |
| 2020 | Pornhub Awards   | Номінація | Найпопулярніша виконавиця за версією жінок                                                                          | Н/Д                                                   |
| 2020 | XBIZ Award       | Перемога  | Найкраща нова старлетка                                                                                             | Н/Д                                                   |
| 2020 | XBIZ Award       | Номінація | Найкраща сцена секса — гонзо (разом з Мануелем Феррерою)                                                            | Bra Busters 9                                         |
| 2020 | XBIZ Award       | Номінація | Найкраща сцена сексу — повнометражний фільм (разом Анджелою Уайт, Джоанною Ейнджел, Ліною Пол та Мануелем Феррерою) | Drive                                                 |
| 2020 | XBIZ Award       | Номінація | Найкраща сцена секса — табу (разом з Томмі Ганном)                                                                  | A Stepfather's Desires 3                              |
| 2020 | XRCO Award       | Номінація | Найкраща нова старлетка                                                                                             | Н/Д                                                   |
| 2020 | XRCO Award       | Номінація | Підліткова мрія року                                                                                                | Н/Д                                                   |
| 2021 | XBIZ Award       | Номінація | Найкраща сцена секса — гонзо (разом з Маркусом Дюпрі)                                                               | Big Wet Tits 19                                       |
| 2022 | AVN Awards       | Перемога  | Найкраща лесбійська групова сцена (разом з Джиею Дерзою, Джиною Валентіна, та Еміллі Уіллс)                         | We Live Together Season 1 — Episode 4: Saying Goodbye |

## Обрана фільмографія
- 2019 — A Hotwife Blindfolded 4
- 2019 — All Natural Busty Maids
- 2019 — Big Tits Round Asses 58
- 2019 — Bound For Sex 3
- 2019 — Bra Busters 9
- 2019 — Exotic and Curvy 8
- 2019 — Hardcore Threesomes 3
- 2019 — Internal Love 5
- 2019 — Lesbian Performers of the Year 2019
- 2019 — Lesbian Tutors 6
- 2019 — My Dirty Maid 11
- 2019 — Naughty Little Sister 3
- 2019 — Oil Slick 2
- 2019 — Pretty Little Sluts 2
- 2019 — Ripe 7
- 2019 — Stacked 9
- 2019 — Stepfather's Desires 3
- 2019 — Vagitarians